# Attahk
Attahk ist das siebte Album der französischen Progressive-Rock- und Zeuhl-Gruppe Magma, das am 5. März 1978 veröffentlicht und später mehrfach neu aufgelegt wurde.

## Entstehungsgeschichte
Nach Üdü Ẁüdü löste sich Magma vorübergehend für ein Jahr auf, bis sie sich mit einer neuen Besetzung wieder zusammenfanden. Attahk wurde von September bis November 1977 von Laurent Thibault im Château d’Hérouville in Hérouville-en-Vexin aufgenommen und gemischt. Es sollte der Beginn eines neuen Abschnitts im Werk von Magma einleiten. Erstmals fungierte Christian Vander Leadsänger und Klaus Blasquiz lediglich als Backgroundsänger.
Das Cover wurde von Schweizer Künstler HR Giger entworfen, der bereits das Cover von Brain Salad Surgery von Emerson, Lake and Palmer gestaltete.

## Musikstil
Nach der erste siebenjährige Phase von Magmas künstlerischen Schaffen leitete dieses siebte, aus sieben Stücken bestehende Album, eine neue Periode ein. Christian Vander versuchte mit einfacheren, eingänglicheren Titeln mit kürzerer Laufzeit breitere Publikumsschichten anzusprechen, jenseits der bisherigen Fangemeinde, die noch nicht mit dem Kobaianischen-Universum vertraut waren. Die Albumtitel enthalten Elemente aus Funk, Rhythm and Blues, Gospel und Popmusik, was im folgenden Studioalbum Merci 1985 fortgesetzt wurde. Bemerkenswert sind die, von Vander entwickelten, zweistimmigen Basslinien bei Liriïk Necronomicus Kahnt, bei der Guy Delacroix mit seinen basse terre die tiefen Basspassagen spielt, die von Jean-Luc Chevaliers, in höheren Tonlagen gespieltem, basse air ergänzt werden.

## Titelliste
Alle Titel wurden von Chritian Vander geschrieben und arrangiert. Bei neuesten Veröffentlichungen des Albums auf Charly Records ist Track zwei als Spiritual (Gospel) ausgezeichnet.

### LP Edition

#### Seite A
1. The Last Seven Minutes (1970-1977, Phase I) – 7:35
2. Spiritual (Negro Song) – 3:17
3. Rindë (Eastern Song) – 3:07
4. Liriïk Necronomicus Kahnt (in which our heroes Ürgon & Ğorğo Meet) – 4:59

#### Seite B
1. Maahnt (The Wizard's Fight Versus the Devil) – 5:29
2. Dondaï (To an Eternal Love) – 7:59
3. Nono (1978, Phase II) – 6:17

### CD Edition
1. The Last Seven Minutes (1970-1977, Phase I) – 7:35
2. Spiritual (Negro Song) – 3:17
3. Rindë (Eastern Song) – 3:07
4. Liriïk Necronomicus Kahnt (in which our heroes Ürgon & Ğorğo Meet) – 4:59
5. Maahnt (The Wizard's Fight Versus the Devil) – 5:29
6. Dondaï (To an Eternal Love) – 7:59
7. Nono (1978, Phase II) – 6:17

## Rezeption
Rezente Kritiken zu dem Album fallen uneinheitlich aus. Die stilistische Entwicklung der Songs, weg von langen komplexen Kompositionen, hin zu kürzeren und eingängigeren Stücken, als Versuch Magmas Musik für breitere Publikumsschichten populär zu machen, stößt bei einigen Kritikern auf positive, und von anderen negative Resonanz. Udo Gerhards von den Babyblauen Seiten resümiert: „Attahk gehört sicher nicht zum Magma-Pflichtprogramm … Ein paar netten Stellen stehen einige wirklich überflüssige entgegen. Daher … sollte man sich lieber an andere Magma-Platten halten.“ Für Andreas Pläschke dagegen ist es: „… neben MDK die MAGMA-Platte schlechthin.“ Und Gunnar Claußen hält es für „… ein lockeres, unterhaltsames und im Rahmen der Möglichkeiten zugängliches Album.“ Die Rezensenten vergaben sieben, acht, 11 und 12 von 15 Punkte. Dominique Leone von Allmusic gibt dem Album 4/5 Punkte und hält es „für Magmas Verhältnisse … eher ruhig, und eine Zeit lang schien die Gruppe tatsächlich gewillt, relativ geradlinige Musik zu präsentieren.“ Etwa 100 Benutzer bewerten das Album mit knapp 4,5 Punkten etwas besser, und auf Prog Archives vergaben 405 Benutzer 3,72/5 Punkte.